# شويا موري
شويا موري (باليابانية: 毛利 駿也) (مواليد 10 أبريل 1995) هو لاعب كرة قدم ياباني.

## وصلات خارجية
- شويا موري على موقع رابطة كرة القدم اليابانية للمحترفين (اليابانية)
- شويا موري على موقع قاعدة بيانات كرة القدم.إي يو (الإنجليزية)
- شويا موري على موقع Soccerway.com (الإنجليزية)
- شويا موري على موقع عالم كرة القدم.نت (الإنجليزية)